# 福島快利
福島 快利（ふくしま かいり、1999年8月18日 - ）は、日本の俳優。兵庫県在住。

## 出演

### テレビドラマ
- ドラマ30 暖流（2007年、毎日放送）広野の息子 役
- ウェルかめ（2009年、NHK）山田勝乃新（幼少期） 役
- ごちそうさん (2014年、NHK)活男の友人役
- 遺留捜査 （2021年2月25日、テレビ朝日）第6シリーズ 第7話
- メンズ校 (2020年) 第7話
- 科捜研の女season19 (2019年) 第5話 後藤了胤の青年時代役
- スカーレット (2020年、NHK) 信楽窯業研究所の生徒 鯖山役

### CM
- パナソニック電工 けむり当番（2009年）

### プロモーションビデオ
- Zero『いのち』（2008年）